# Civitates Orbis Terrarum

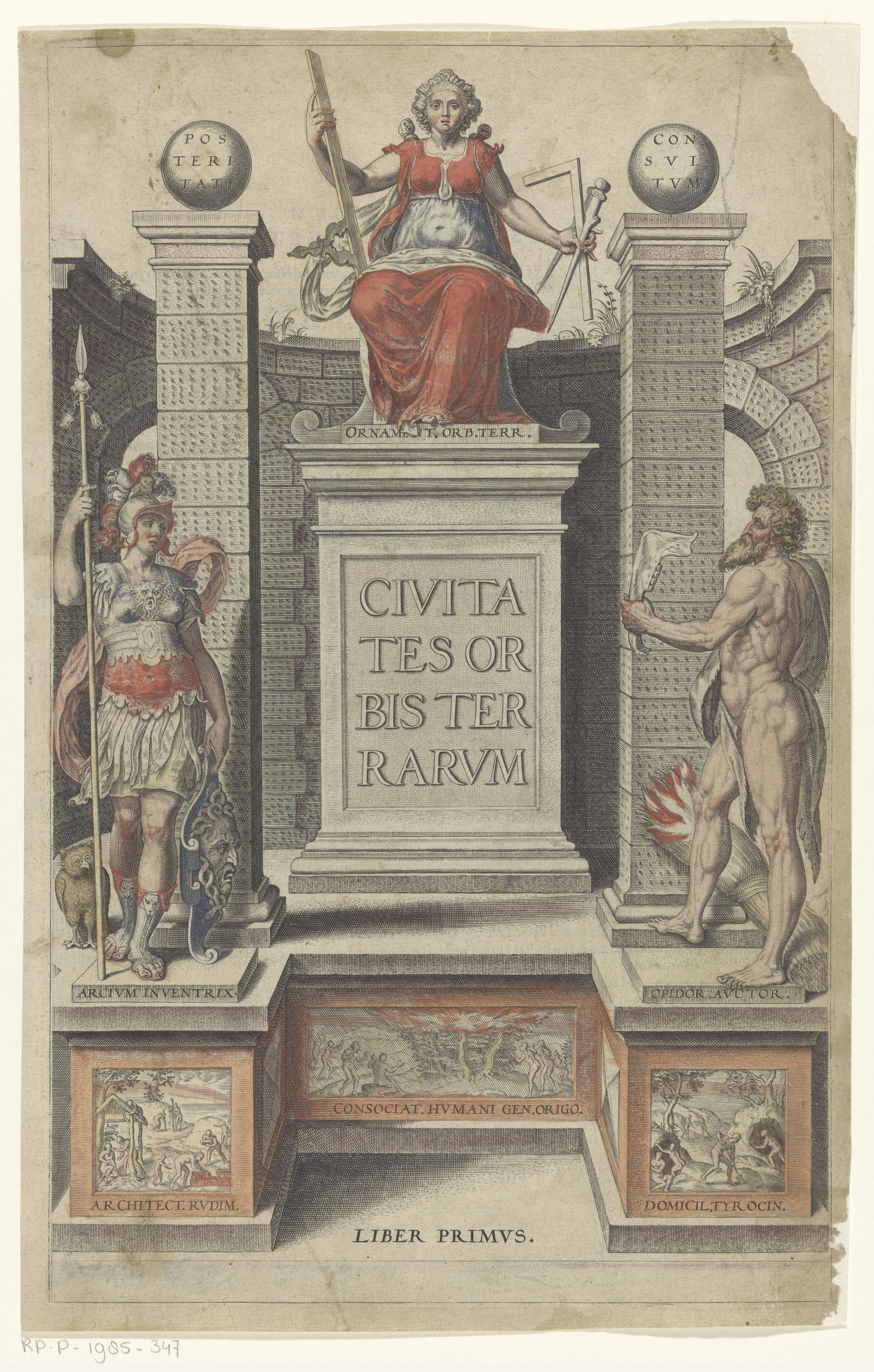
Títol de Civitates orbis terrarum Deessa mare flanquejada per Minerva i Caín.

El Civitates Orbis Terrarum va ser un projecte editorial concebut com un complement a l'atles del món d'Abraham Ortelius, Theatrum Orbis Terrarum de 1570, que va esdevenir la més completa selecció de vistes panoràmiques, plànols i comentaris textuals de ciutats publicada durant l'edat moderna.
Un amplíssim planter d'informants, dibuixants i col·laboradors van formar un equip encapçalat per Georg Braun (1541-1622), canonge de la catedral de Colònia, principal impulsor i coordinador general de l'obra. Els dibuixos originals van ser realitzats per diversos autors, entre els quals cal destacar Georges Hoefnagel, artista flamenc que va recórrer nombrosos països per compondre les seves vistes. El gravador Franz Hogenberg va ser l'encarregat de dur a terme la major part de les planxes per a l'estampació. Els textos llatins que acompanyen les imatges, en bona part redactats pel mateix Braun, són de caràcter descriptiu i al·ludeixen a la història, la geografia i els aspectes socials i econòmics de cada ciutat. L'obra es va publicar en sis volums, que van aparèixer en successius anys (1572, 1575, 1581, 1588, 1598 i 1617), sent reimpresa i reeditada en nombroses ocasions i països.

## Contingut
Els sis volums de l'atles Civitates orbis terrarum es van publicar entre 1572 i 1617 amb els títols següents:
- Part 1. Civitates Orbis Terrarum, Liber Primus (Primera edició 1572)
- Part 2. De Praecipuis, Totius Universi Urbibus, Liber Secundus (primera edició 1575)
- Part 3. Urbium Praecipuarum Totius Mundi, Liber Tertius (primera edició 1581)
- Part 4. Urbium Praecipuarum Totius Mundi, Liber Quartus (primera edició 1588)
- Part 5. Urbium Praecipuarum Mundi Theatrum, Liber Quintum (primera edició 1596)
- Part 6. Theatri Praecipuarum Totius Mundi Urbium, Liber Sextus (primera edició 1617

Algunes de les ciutats representades a l'atles:
- Part 1 (138 imatges): Aquisgrà, Amsterdam, Bruges, Brussel·les, Casablanca, Gant, Hamburg, Colònia, Londres, Malines, Roma, Viena
- Part 2 (80 imatges): Alexandria, Cambridge, Damasc, Maastricht, Moscou, Tunis
- Part 3 (80 imatges): Edimburg, Enkhuizen, Lovaina, Riga, Vílnius, Zúric, Zwolle
- Volum 4 (76 imatges): Mons, Helsingborg, Helsingør, Hindeloopen, Lund, Lier, Lippstadt, Malmö, Soest, Estocolm
- Part 5 (95 imatges): Calais, Granada, Harderwijk, Odense, Rostock, Sevilla, Toledo
- Volum 6 (74 imatges): Dublín, Galway, Cracòvia, Limerick, Varsòvia, York

Així doncs, en total hi ha 543 imatges, que cobreixen 475 ciutats, 27 de les quals no són europees. Jerusalem i Roma tenen tres elements cadascuna.

## Galeria

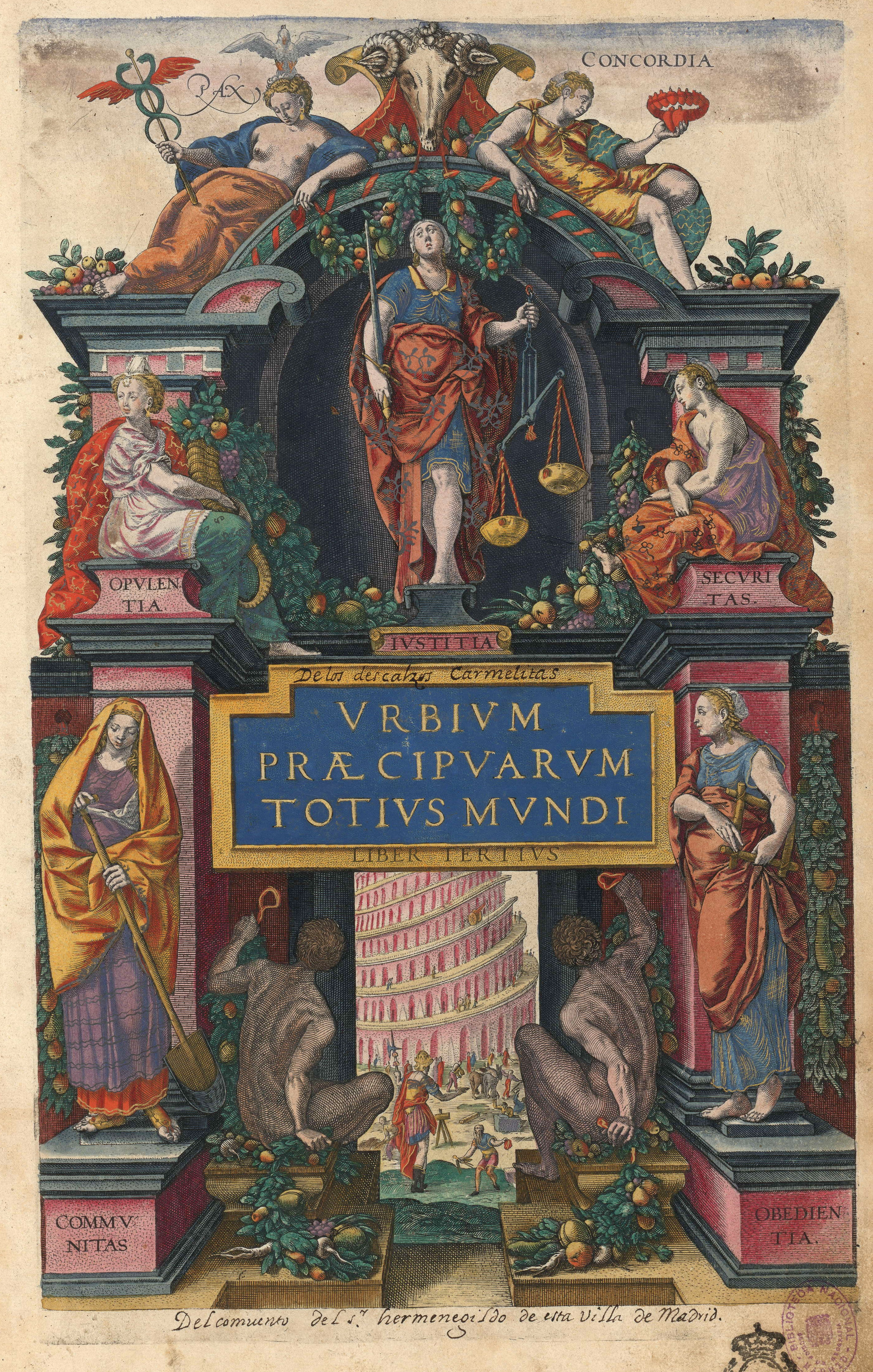
Pàgina de títol Liber Tertius 1593
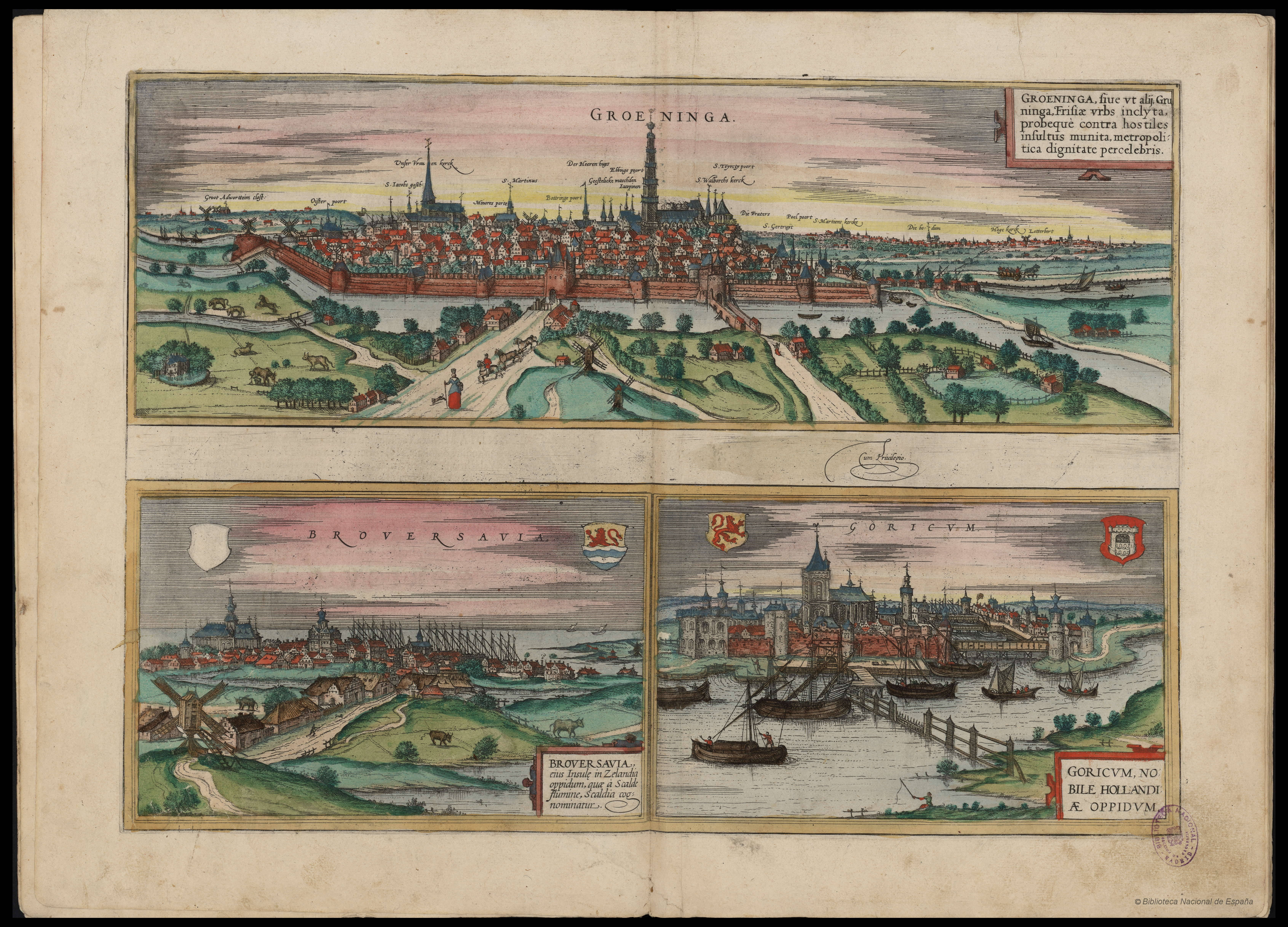
Groningen Brouwershaven Gorinchem
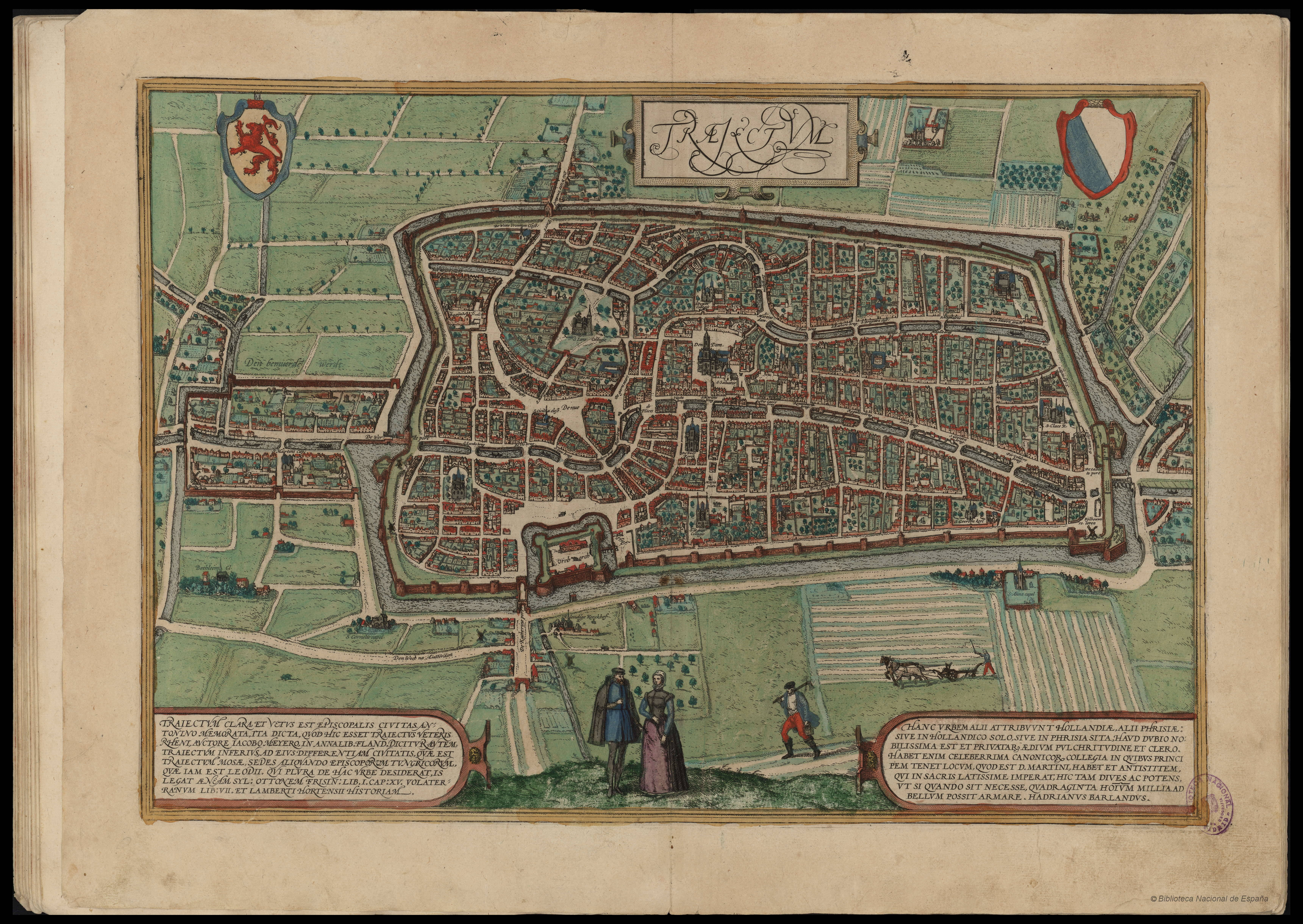
Utrecht
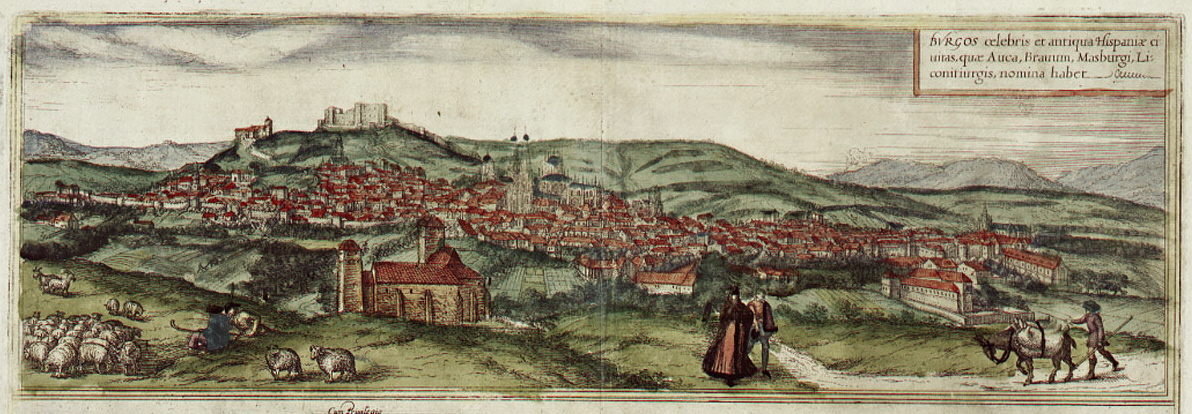
Burgos al segle xvi, 1572, edició de 1593.
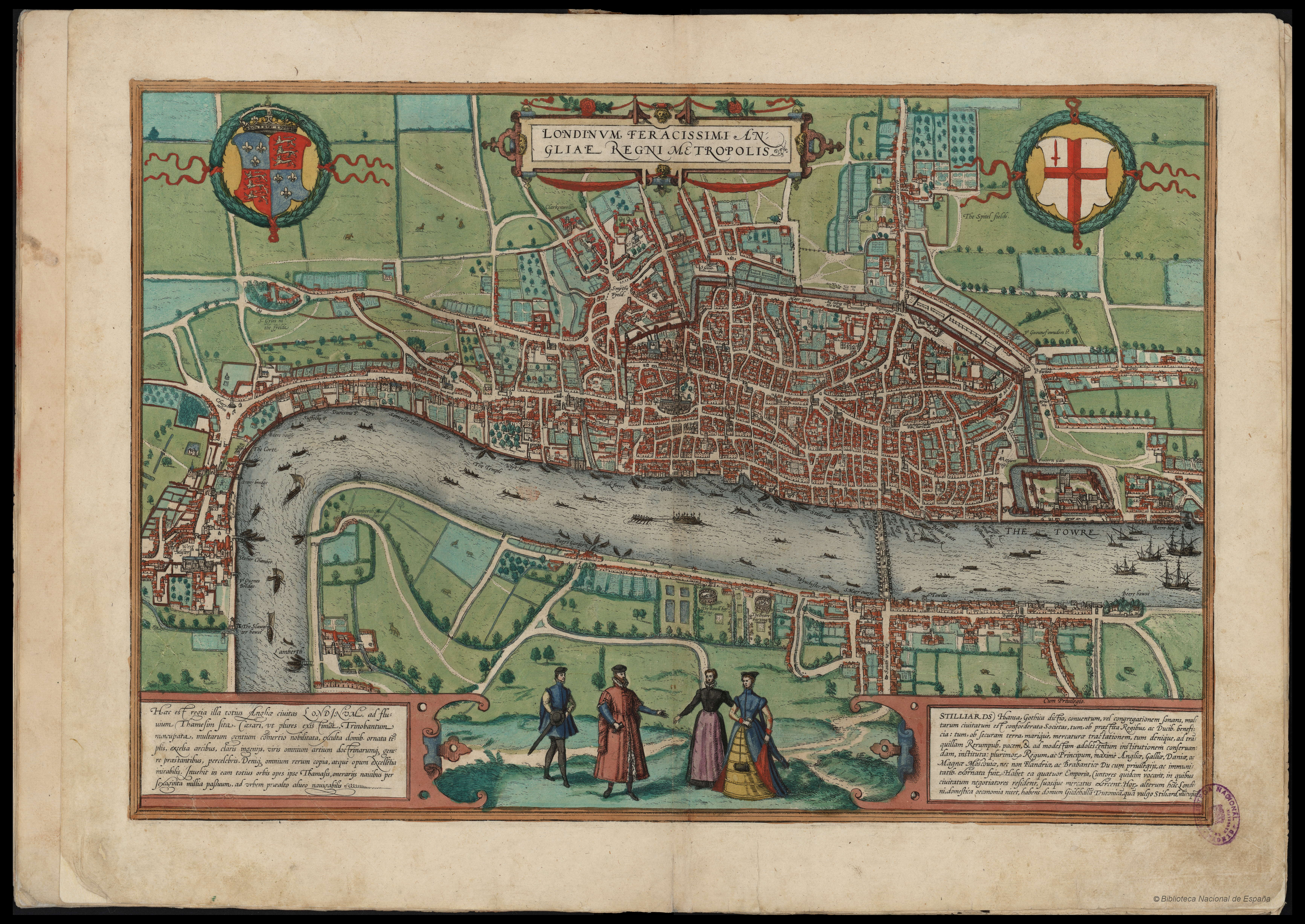
Londres
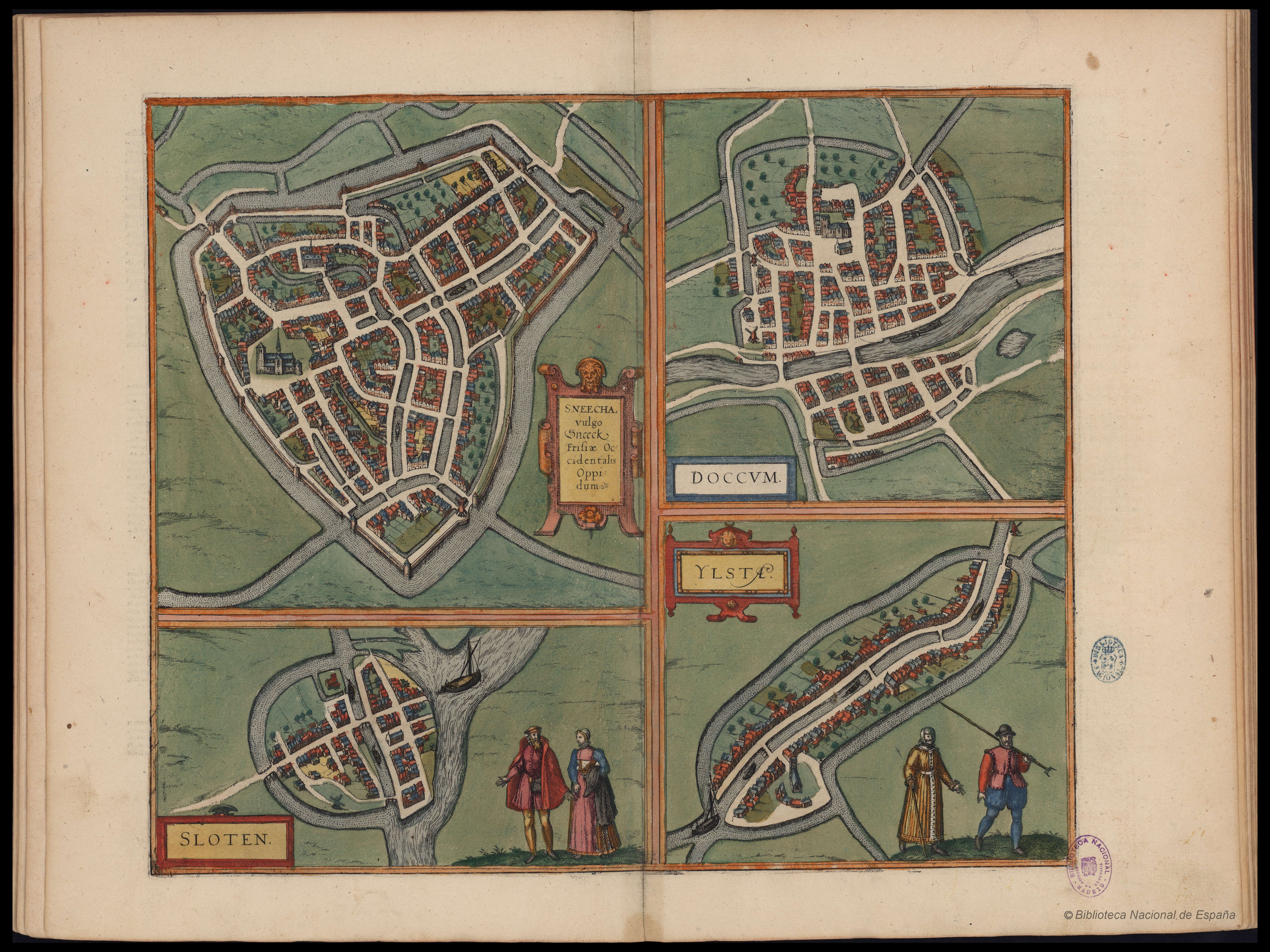
Sneek Dokkum Ylst Sloten